# Ngôn ngữ học lịch sử
Ngôn ngữ học lịch sử hay ngôn ngữ học lịch đại (tiếng Anh: Historical linguistics) là chuyên ngành ngôn ngữ học nghiên cứu về các vấn đề xoay quanh hiện tượng biến đổi ngôn ngữ và lịch sử diễn tiến của các ngôn ngữ cụ thể. Ngôn ngữ học lịch sử không quan tâm đến các vấn đề như lịch sử ngôn ngữ học, nguồn gốc ngôn ngữ, hay sự bảo tồn thuần khiết ngôn ngữ, mà thay vào đó, nó tập trung trả lời các câu hỏi: "bằng cách nào và vì sao ngôn ngữ lại biến đổi".